# Município de Huntsburg (condado de Geauga, Ohio)
O município de Huntsburg (em inglês: Huntsburg Township) é um município localizado no condado de Geauga no estado estadounidense de Ohio. No ano de 2010 tinha uma população de 3.637 habitantes e uma densidade populacional de 57,59 pessoas por km².

## Geografia
O município de Huntsburg encontra-se localizado nas coordenadas 41° 32′ 31″ N, 81° 02′ 31″ O. Segundo a Departamento do Censo dos Estados Unidos, o município tem uma superfície total de 63.16 km², da qual 61,31 km² correspondem a terra firme e (2,93 %) 1,85 km² é água.

## Demografia
Segundo o censo de 2010, tinha 3.637 habitantes residindo no município de Huntsburg. A densidade populacional era de 57,59 hab./km². Dos 3.637 habitantes, o município de Huntsburg estava composto pelo 98,3 % brancos, o 0,82 % eram afroamericanos, o 0,05 % eram amerindios, o 0,05 % eram asiáticos, o 0,16 % eram de outras raças e o 0,6 % eram de uma mistura de raças. Do total da população o 0,71 % eram hispanos ou latinos de qualquer raça.